# Rana altilabris
Espèce
Synonymes
- Fejervarya altilabris (Blyth, 1856)

Statut de conservation UICN

 DD  : Données insuffisantes
"Rana" altilabris est une espèce d'amphibiens de la famille des Dicroglossidae. Depuis la redéfinition du genre Fejervarya, il est évident que Rana altilabris n'appartient pas à ce genre mais aucun autre genre n'a pour l'instant été proposé de manière formelle. Il s'agit de Fejervarya altilabris (Blyth, 1856) pour amphibiaweb.

## Répartition
Cette espèce a été découverte à Schwe Gyen dans la Région de Bago en Birmanie. Aucune population actuelle n'est connue à l'état sauvage.

## Publication originale
- Blyth, 1856 "1855" : Report for October Meeting, 1885. Journal of the Asiatic Society of Bengal, vol. 24, p. 711-723 (texte intégral).